# 軸不斉
軸不斉（じくふせい）または軸性キラリティー（英: axial chirality）は、分子が不斉中心（有機化合物のキラリティーの最も一般的な形）を持たないが、キラリティー軸（置換基の組がその鏡像と重ね合わせることができない空間的配置に固定されている軸）を有するキラリティーの特別な形式の一つである。軸不斉は、アリール-アリール結合の回転が制限されているアトロプ異性ビアリール化合物において最もよく見られる（例: ビフェニル化合物、1,1'-ビ-2-ナフトールといったビナフチル化合物、ジヒドロアントラセノン化合物など）。軸不斉化合物の鏡像異性体は通常、RaおよびSaと表される。この命名は正四面体型不斉中心で使われるものと同じカーン・インゴルド・プレローグ順位則に基づき、さらに「不斉軸に沿って見た場合に手前側にある置換基は奥側にある置換基よりも順位が高い」という規則が加わる。不斉軸を真横から見た時の、2つの「近い」置換基と2つの「遠い」置換基の順位が決められる。
構造の軸がらせん、プロペラあるいはスクリュー型の配置を有しているため、この性質はヘリシティー（helicity、らせん構造）とも呼ばれる。P（プラス）あるいはΔは右巻きらせんを示し、M（マイナス）あるいはΛは左巻きらせんを示す。P/MあるいはΔ/Λという用語は、ヘキサヘリセンといった実際にらせんに似た分子に対して特に使用される。また、「前」と「後」のカーン・インゴルド・プレローグ順位則のらせん方向を考えることによって軸不斉を有するその他の構造に対しても適用することができる。